# Coccoloba
Genre
Classification phylogénétique
Coccoloba est un genre de plantes de la famille des Polygonaceae, originaire des Antilles et d'Amérique du Sud.

## Liste d'espèces
- Coccoloba costata C.Wright ex Sauvalle
- Coccoloba diversifolia Jacq.
- Coccoloba gigantifolia E. Melo, C.A. Cid Ferreira & R. Gribel
- Coccoloba krugii Lindau
- Coccoloba microstachya Willd.
- Coccoloba pallida C. Wright
- Coccoloba pubescens L.
- Coccoloba pyrifolia Desf.
- Coccoloba rugosa Desf.
- Coccoloba sintenisii Urban ex Lindau
- Coccoloba stintenisii Urban et Lindau
- Coccoloba swartzii Meisn.
- Coccoloba tenuifolia L.
- Coccoloba uvifera (L.) L. - Raisinier bord de mer
- Coccoloba venosa L.